# Налог на наследство
Налог на наследство — прямой налог, которым облагается имущество и/или денежные средства покойного. Плательщиком данного налога является наследник покойного.

## Особенности
В большинстве развитых стран мира ставка налога на наследство растет по мере роста величины передаваемого наследства (т. н. «прогрессивная шкала»). 

Однако налогом на наследство, как правило, не облагается имущество (денежные суммы), передаваемое по завещанию благотворительным организациям.

## Экономическое значение налога
Сторонники налога на наследство указывают на его предпочтительность по сравнению с другими налогами, поскольку прямые налоги, в особенности подоходный налог, снижают мотивацию к труду. Налог же на наследство лишен этого недостатка, поскольку он не касается трудовых доходов.
Другой довод сторонников налога состоит в том, что крупные состояния, передаваемые по наследству, снижают мотивацию к труду у всей цепи поколений наследников. Уинстон Черчилль считал, что налог на наследство «предотвращает образование класса богатых бездельников».

## Российская практика
Федеральный закон от 1 июля 2005 года N 78-ФЗ, вступивший в силу с 1 января 2006 года, отменил налог на имущество, переходящее в порядке наследования и, с некоторыми ограничениями, дарения. Стоимость наследуемого имущества, из которого подлежит уплатить налог, определяется оценщиками либо судебно-экспертными учреждениями.

## В других странах
Кроме России, налог на наследство отсутствует в Индии, Австралии, Новой Зеландии, Израиле, Канаде, Австрии, Лихтенштейне, Швеции, Гибралтаре, Сингапуре, Виргинских островах.